# Бланка Кастильська
Бла́нка Касти́льська або Бланш Касти́льська (ісп. Blanca de Castilla; 4 березня 1188 — 27 листопада 1252) — королева Франції, дружина Людовика VIII, регентка при своєму синові Людовику IX (1226 —1234, 1248 —1252).
Її батьком був король Кастилії Альфонсо VIII, а матір'ю — дочка короля Англії Генріха II Елеанора Англійська.
Коли їй виповнилося 12 років, її з політичних мотивів видали заміж за спадкоємця французької корони, майбутнього короля Людовика VIII. Він незабаром помер, і Бланка стала регентшею при малолітньому синові Людовику IX. Цей період правління був дуже складним. Проти королеви-іноземки повстали барони, підтримувані королем Англії. Бланка зуміла приборкати і їх і непокірних єпископів, й значно зміцнила королівську владу. Єдина невдача спіткала її в боротьбі зі студентами. В 1229 році під час карнавалу кілька учнів Паризького університету побили якихось містян, королівська поліція жорстоко розправилася з порушниками спокою й кинула їхні тіла в Сену. Учні та викладачі порахували таку розправу порушенням університетських привілеїв і звернулися до королеви з різким протестом. Бланка не побажала йти на поступки, і тоді професори й студенти покинули Париж і розсіялися по провінційних і закордонних університетах. Лише через 4 роки після втручання папи Григорія IX Бланка була змушена піти на поступки і дати від свого імені університету нові права.
Ще раз їй довелося правити країною, коли її син брав участь у Сьомому та Восьмому хрестових походах.

## Родина
Чоловік — Людовик VIII Лев (1187—1226), король Франції з династії Капетингів
Діти
- Дитина (до 1209) — роки життя, стать невідомі. Померла в грудному віці.
- Бланка (1205 — ?) померла в грудному віці.
- Агнеса (1207 — ?) померла в грудному віці.
- Філіпп (9 вересня 1209 — до липня 1218)
- Альфонсо (нар. 26 січня 1213) — старший брат-близнюк Іоанна. Помер одразу після народження.
- Іоанн (нар. 26 січня 1213) — молодший брат-близнюк Альфонсо. Помер одразу після народження.
- Людовик (25 квітня 1214 — 25 серпня 1270) — король Франції з 8 листопада 1226 по 25 серпня 1270; очолював сьомий та восьмий хрестові походи (під час останнього він помер), що закінчились провалами. Єдиний з королів Франції, зарахованих до святих римською церквою.
- Роберт (25 вересня 1216 — 8 лютого 1250) — граф Артуа з 1237 по 8 лютого 1250.
- Іоанн (21 липня 1219 — 1232) — граф Анжу і Мен. Помер підлітком.
- Альфонсо (11 листопада 1220 — 21 серпня 1271) — граф Пуатьє.
- Філіпп Дагоберт (20 лютого 1223 — 1232).
- Ізабелла (березень 1225 — 23 лютого 1270) — католицька свята.
- Стефан (27 грудня 1225 — листопад 1226) — помер немовлям.
- Карл (21 березня 1227 — 7 січня 1285) — засновник Анжу-Сицилійської династії, король Сицилії в 1266—1282, Неаполя з 1266, граф Анжу і Мену з 1246, граф Провансу і Форкальк'є з 1246, титулярний король Єрусалиму з 1277, король Албанії з 1272, князь Ахейський з 1278[2].